# لین (تگزاس)
لین (به انگلیسی: Linn) یک منطقهٔ مسکونی در ایالات متحده آمریکا است که در شهرستان ایدالگو، تگزاس واقع شده‌است. لین ۱۲۵٫۹ کیلومتر مربع مساحت و ۸۰۱ نفر جمعیت دارد و ۲۲٫۸۶ متر بالاتر از سطح دریا واقع شده‌است.